# Вилья-Корсо (муниципалитет)
Вилья-Корсо (исп. Villa Corzo) — муниципалитет в Мексике, штат Чьяпас, с административным центром в одноимённом городе. Численность населения, по данным переписи 2020 года, составила 65 643 человека.

## Общие сведения
Название Villa Corzo было дано городу, а затем и муниципалитету в честь известного мексиканского политика Анхеля Альбино Корсо.
Площадь муниципалитета равна 2387 км², что составляет 3,3 % от площади штата, а наиболее высоко расположенное поселение Санта-Марта, находится на высоте 1931 метр.
Он граничит с другими муниципалитетами Чьяпаса: на севере с Вильяфлоресом и Эль-Парралем, на востоке с Ла-Конкордией, на юге с Пихихьяпаном, и на западе с Тоналой.

## Учреждение и состав
Муниципалитет был образован в 1915 году. В ноябре 2011 года от него был отделён муниципалитет Эль-Парраль.
По данным 2020 года в его состав входит 1250 населённых пунктов, самые крупные из которых:
| Код INEGI                  | Населённый пункт                                                                        | Численность населения (2005 год) | Численность населения (2010 год) | Численность населения (2020 год) |
| -------------------------- | --------------------------------------------------------------------------------------- | -------------------------------- | -------------------------------- | -------------------------------- |
| 107                        | Всего                                                                                   | 67814                            | 74477                            | 65643                            |
| 0001                       | Вилья-Корсо (исп. Villa Corzo) 16°11′05″ с. ш. 93°16′04″ з. д. (административный центр) | 9532                             | 10841                            | 11556                            |
| 0034                       | Сан-Педро-Буэнависта (исп. San Pedro Buenavista) 16°08′03″ с. ш. 93°09′53″ з. д.        | 7896                             | 8969                             | 9922                             |
| 0200                       | Револусьон-Мехикана (исп. Revolución Mexicana) 16°10′14″ с. ш. 93°04′27″ з. д.          | 7073                             | 7989                             | 8670                             |
| 0298                       | Валье-Морелос (исп. Valle Morelos) 16°08′12″ с. ш. 92°59′49″ з. д.                      | 3257                             | 3328                             | 3637                             |
| 0303                       | Нуэво-Висенте-Герреро (исп. Nuevo Vicente Guerrero) 16°02′24″ с. ш. 92°58′31″ з. д.     | 2942                             | 2906                             | 3257                             |
| 0183                       | Примеро-де-Майо (исп. 1ro. de Mayo) 16°09′02″ с. ш. 93°06′54″ з. д.                     | 2293                             | 2381                             | 2536                             |
| 0073                       | Эмилиано-Сапата (исп. Emiliano Zapata) 16°09′39″ с. ш. 93°15′45″ з. д.                  | 1253                             | 1496                             | 1677                             |
| 0123                       | Мануэль-Авилья-Камачо (исп. Manuel Ávila Camacho) 16°08′46″ с. ш. 93°01′04″ з. д.       | 1261                             | 1362                             | 1354                             |
| 0574                       | Монтеррей (исп. Monterrey) 16°03′42″ с. ш. 93°22′13″ з. д.                              | 1051                             | 1086                             | 1202                             |
| —                          | Прочие                                                                                  | 37455                            | 40353                            | 21832                            |
| Названия на карте Генштаба |                                                                                         |                                  |                                  |                                  |

## Экономическая деятельность
По статистическим данным 2000 года, работоспособное население занято по секторам экономики в следующих пропорциях:
- сельское хозяйство, скотоводство и рыбная ловля — 63,3 %;
- промышленность и строительство — 10,3 %;
- торговля, сферы услуг и туризма — 25,4 %;
- безработные — 1 %.

## Инфраструктура
Через муниципалитет проходит шоссе 230, соединяющее столицу штата и город Вильяфлорес. Общая протяжённость дорог 531,1 км, из которых 385,1 км — с твёрдым покрытием.
По статистическим данным 2020 года, инфраструктура развита следующим образом:
- электрификация: 95,8 %;
- водоснабжение: 51,1 %;
- водоотведение: 94,4 %.

## Туристические достопримечательности
В муниципалитете находится 30 археологических памятников, водохранилище на плотине Белисарио-Домингес, где проводятся водные виды спорта.